# Нортфілд (парафія, Нью-Брансвік)
Нортфілд (англ. Northfield) — парафія в Канаді, у провінції Нью-Брансвік, у складі графства Санбері.

## Населення
За даними перепису 2016 року, парафія нараховувала 620 осіб, показавши скорочення на 3,6%, порівняно з 2011-м роком. Середня густина населення становила 2 осіб/км².
З офіційних мов обидвома одночасно володіли 45 жителів, тільки англійською — 575. Усього 5 осіб вважали рідною мовою не одну з офіційних.
Працездатне населення становило 60,6% усього населення, рівень безробіття — 17,5% (28,1% серед чоловіків та 9,7% серед жінок). 92,1% осіб були найманими працівниками, а 4,8% — самозайнятими.
Середній дохід на особу становив $32 686 (медіана $25 536), при цьому для чоловіків — $36 840, а для жінок $28 596 (медіани — $32 320 та $21 824 відповідно).
31,1% мешканців мали закінчену шкільну освіту, не мали закінченої шкільної освіти — 34%, 35,9% мали післяшкільну освіту, з яких 10,8% мали диплом бакалавра, або вищий.
| Статево-вікова структура населення | Статево-вікова структура населення | Статево-вікова структура населення | Статево-вікова структура населення | Статево-вікова структура населення |
| ---------------------------------- | ---------------------------------- | ---------------------------------- | ---------------------------------- | ---------------------------------- |
|                                    |                                    |                                    |                                    |                                    |
| Всього                             | Всього                             | 50,8%49,2%                         |                                    |                                    |
| 0 — 14 років                       | 0 — 14 років                       |                                    | 13,7%                              | 13,7%                              |
| 15 — 64 років                      | 15 — 64 років                      |                                    | 63,7%                              | 63,7%                              |
| 65 і більше                        | 65 і більше                        |                                    | 22,6%                              | 22,6%                              |
| 85 і більше                        | 85 і більше                        |                                    | 1,6%                               | 1,6%                               |
| Середній вік (років)               | Середній вік (років)               | 44,647,6                           | 46,1                               | 46,1                               |
| Медіана (років)                    | Медіана (років)                    | 49,651,6                           | 50,8                               | 50,8                               |
| — чоловіки — жінки                 |                                    |                                    |                                    |                                    |

| Походження мешканців:     | Походження мешканців:     | Походження мешканців: | Походження мешканців: | Походження мешканців: |
| ------------------------- | ------------------------- | --------------------- | --------------------- | --------------------- |
| Походження                |                           |                       | осіб                  | %                     |
| Корінні американці        | Корінні американці        |                       | 60                    | 9.3%                  |
| Інше північноамериканське | Інше північноамериканське |                       | 410                   | 63.57%                |
| Європейське               | Європейське               |                       | 395                   | 61.24%                |
| британське                | британське                |                       | 330                   | 51.16%                |
| французьке                | французьке                |                       | 75                    | 11.63%                |

| Зайнятість населення за галузями (за класифікацією NOC): | Зайнятість населення за галузями (за класифікацією NOC): | Зайнятість населення за галузями (за класифікацією NOC): | Зайнятість населення за галузями (за класифікацією NOC): | Зайнятість населення за галузями (за класифікацією NOC): |
| -------------------------------------------------------- | -------------------------------------------------------- | -------------------------------------------------------- | -------------------------------------------------------- | -------------------------------------------------------- |
|                                                          |                                                          |                                                          |                                                          |                                                          |
| Управління                                               | Управління                                               |                                                          | 4,9%                                                     | 4,9%                                                     |
| Бізнес, фінанси та адміністрування                       | Бізнес, фінанси та адміністрування                       |                                                          | 8,2%                                                     | 8,2%                                                     |
| Природничі та прикладні науки                            | Природничі та прикладні науки                            |                                                          | 3,3%                                                     | 3,3%                                                     |
| Охорона здоров'я                                         | Охорона здоров'я                                         |                                                          | 9,8%                                                     | 9,8%                                                     |
| Освіта, правозахист, муніципальні та урядові служби      | Освіта, правозахист, муніципальні та урядові служби      |                                                          | 4,9%                                                     | 4,9%                                                     |
| Роздрібна торгівля та послуги                            | Роздрібна торгівля та послуги                            |                                                          | 18%                                                      | 18%                                                      |
| Гуртова торгівля, транспорт та обладнання                | Гуртова торгівля, транспорт та обладнання                |                                                          | 34,4%                                                    | 34,4%                                                    |
| Природні ресурси, сільське господарство                  | Природні ресурси, сільське господарство                  |                                                          | 6,6%                                                     | 6,6%                                                     |
| Виробництво                                              | Виробництво                                              |                                                          | 11,5%                                                    | 11,5%                                                    |

## Клімат
Середня річна температура становить 4,8°C, середня максимальна – 23,2°C, а середня мінімальна – -17°C. Середня річна кількість опадів – 1 101 мм.
| Клімат поселення                              | Клімат поселення | Клімат поселення | Клімат поселення | Клімат поселення | Клімат поселення | Клімат поселення | Клімат поселення | Клімат поселення | Клімат поселення | Клімат поселення | Клімат поселення | Клімат поселення | Клімат поселення |
| Показник                                      | Січ.             | Лют.             | Бер.             | Квіт.            | Трав.            | Черв.            | Лип.             | Серп.            | Вер.             | Жовт.            | Лист.            | Груд.            |                  |
| Середній максимум, °C                         | −3,48            | −1,72            | 3,53             | 9,91             | 16,59            | 22,15            | 23,24            | 22,22            | 17,45            | 11,53            | 5,34             | −2,24            |                  |
| Середня температура, °C                       | −10,27           | −8,51            | −3,26            | 3,13             | 9,81             | 15,36            | 18,81            | 17,82            | 13,02            | 7,11             | 0,92             | −6,67            |                  |
| Середній мінімум, °C                          | −17,04           | −15,29           | −10,05           | −3,66            | 3,02             | 8,58             | 14,40            | 13,39            | 8,61             | 2,70             | −3,49            | −11,08           |                  |
| Норма опадів, мм                              | 95               | 79               | 82               | 81               | 98               | 90               | 96               | 88               | 91               | 96               | 104              | 101              |                  |
| Середньомісячна швидкість вітру, м/с          | 3.45             | 3.48             | 3.68             | 3.65             | 3.35             | 2.90             | 2.67             | 2.50             | 2.74             | 3.10             | 3.30             | 3.40             |                  |
| Середньомісячна сонячна радіація, кДж/м²·день | 5309             | 8646             | 12349            | 15353            | 18127            | 20200            | 19844            | 17537            | 13133            | 8349             | 4924             | 4085             |                  |
| --------------------------------------------- | ---------------- | ---------------- | ---------------- | ---------------- | ---------------- | ---------------- | ---------------- | ---------------- | ---------------- | ---------------- | ---------------- | ---------------- | ---------------- |
| Джерело:                                      |                  |                  |                  |                  |                  |                  |                  |                  |                  |                  |                  |                  |                  |